# Purgatoire de saint Patrick

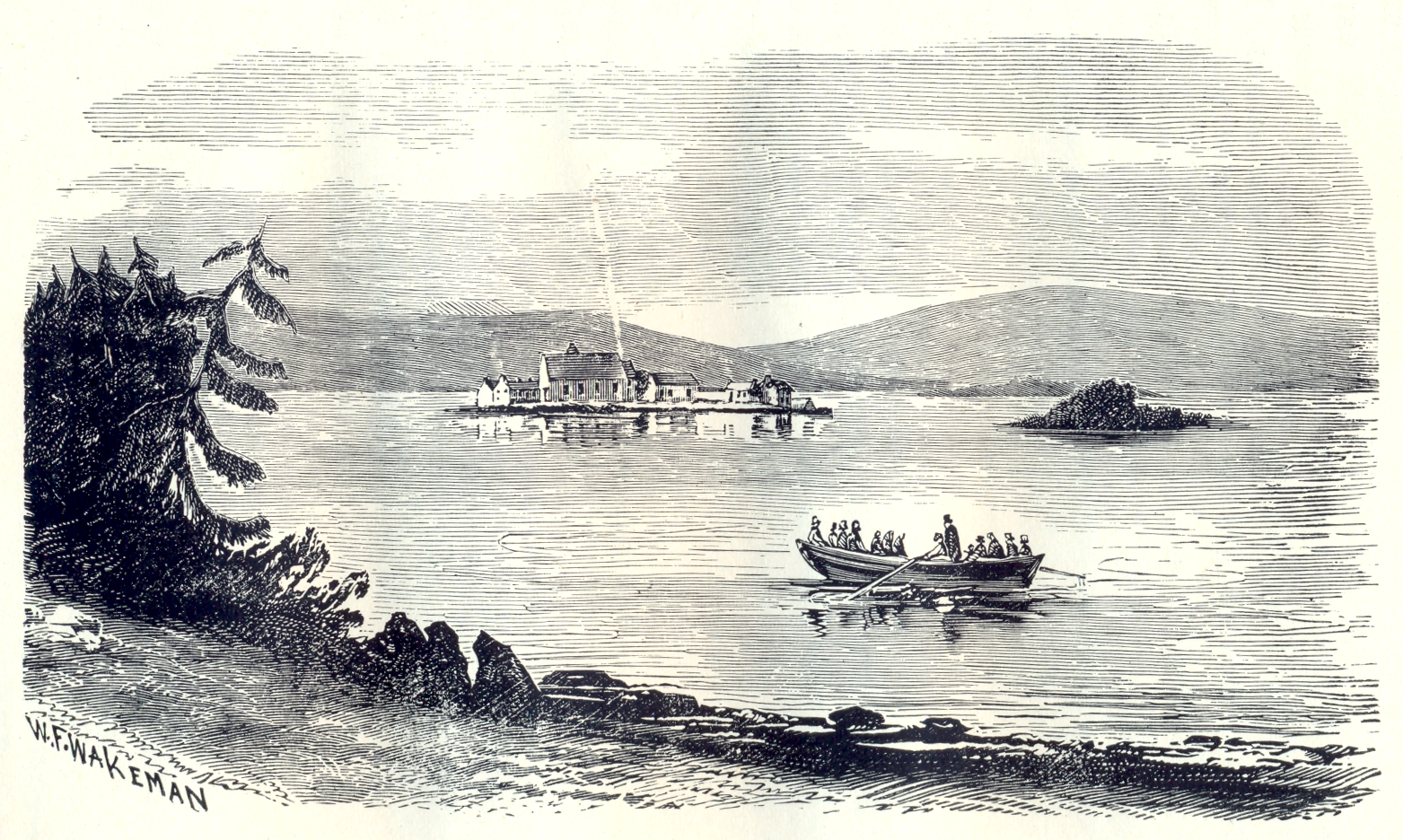
Pèlerinage au Purgatoire de saint Patrick sur l'île des Saints sur le Lough Derg. Estampe de William Frederick Wakeman tirée de l'ouvrage de D. Canon O'Connor, St. Patrick's Purgatory, Lough Derg, Dublin, James Duffy and Co., 1903, p. 208.

Le Purgatoire de  saint Patrick, en anglais St Patrick's Purgatory, est un lieu sacré en relation avec saint Patrick, patron de l'Irlande. Si Jocelin, moine de Furness, le situe sur le mont Croagh Patrick dans le comté de Mayo à l'Ouest de l'Irlande, Sylvester Giraldus le place dans sa Topographia Hibernica, avec de nombreux auteurs à sa suite, sur l'Île des Saints, (ang. Saints Island ou Station Island) sur le Lough Derg dans le comté de Donegal en Ulster. 
L'office de saint Patrick avec mention du purgatoire fut inséré dans le Bréviaire romain qui fut donné à Venise vers la fin du XVe siècle.

## Historiographie
Les sources divergent sur la localisation du Purgatoire de saint Patrick.
Il est mentionné pour la première fois par Josselin, ou Jocelin, moine à Furness dans le Lancashire en 1183. Il localise ce lieu sacré sur le mont Cruachán Aigle, ou Croagh Patrick (irl. Cruach Phádraig) situé à l'Ouest de l'Irlande dans le comté de Mayo :

« Au sommet de cette montagne, beaucoup ont coutume de jeûner et de veiller, pensant qu’après ils ne franchiront jamais les portes de l’enfer, parce qu’ils croient que cela a été obtenu de Dieu par les prières et les mérites de saint Patrick. Et d’aucuns qui y ont passé la nuit, rapportent qu’ils ont été rompus par de très cruels tourments qu’ils considèrent les avoir purgés de leurs péchés. C’est pourquoi certains d’entre eux appellent cet endroit Purgatoire de saint Patrick. »

Giraud de Barri, originaire du Pays de Galles, parle du lieu sacré situé sur l'Île des Saints du Lough Derg dans le comté de Donegal en Ulster dans sa Topographia Hibernica en 1187  :

« Il y a en Ulster un lac qui contient une île divisée en deux parties. L'une, où se trouve une église particulièrement sacrée, est tout à fait délicieuse ; les visites fréquentes et visibles des anges et des saints lui ont donné une gloire incomparable. L'autre, au contraire, hérissée de rochers escarpés, passe pour être le domaine exclusif des démons. Là, presque toujours, on peut les voir en foule, accomplir leurs rites diaboliques. Cette partie de l'île renferme neuf trous. Si quelqu'un s'aventure à passer la nuit dans l'un d'eux (ce que parfois, nous le savons, certains hommes téméraires ont osé), les esprits malins s'emparent aussitôt de lui ; ils le torturent sans relâche avec une telle cruauté, et lui infligent par l'eau, le feu et tout autre moyen, des supplices si épouvantables, que le lendemain matin, on retrouve à peine en son corps misérable une étincelle de vie. On prétend que celui qui s'est soumis à ces tourments parce qu'ils lui étaient imposés en pénitence, échappera à ceux de l'enfer (à moins, bien entendu, qu'il ne commette quelque péché plus grave). Ce lieu est appelé par les gens du pays le Purgatoire de Patrick. »

Un cistercien de Saltrey dont le nom est resté inconnu, a écrit en latin vers 1189 le Tractatus de purgatorio sancti Patricii, qui fait le récit de la visite du chevalier Owen, ou Owein, à la grotte sacrée. Les Aventures du chevalier ont très vite connu un succès considérable. La légende fut intégrée sous une forme plus ou moins abrégée dans de nombreux ouvrages. Le récit en prose fut par la suite mis en vers français par Marie de France dans ses fameux Lais sous le titre de L'Espurgatoire Seint Patriz. L'histoire raconte que découragé par la difficulté de convertir les Irlandais incrédules, saint Patrick « aurait obtenu du Seigneur que quiconque pénétrerait dans cet endroit avec foi, non seulement serait purifié de ses péchés, mais pourrait constater les châtiments infligés aux méchants ainsi que le bonheur des élus. »
Selon Bernard Merdrignac, « le Purgatoire de saint Patrick d’abord localisé sur le Croagh Patrick [...] a dû être déplacé vers le Lough Derg au cours du Moyen Âge. Le Traité du moine de Saltrey aurait pris acte de ce déménagement et contribué à en assurer le succès. »

## Pèlerinages

### À Croagh Patrick

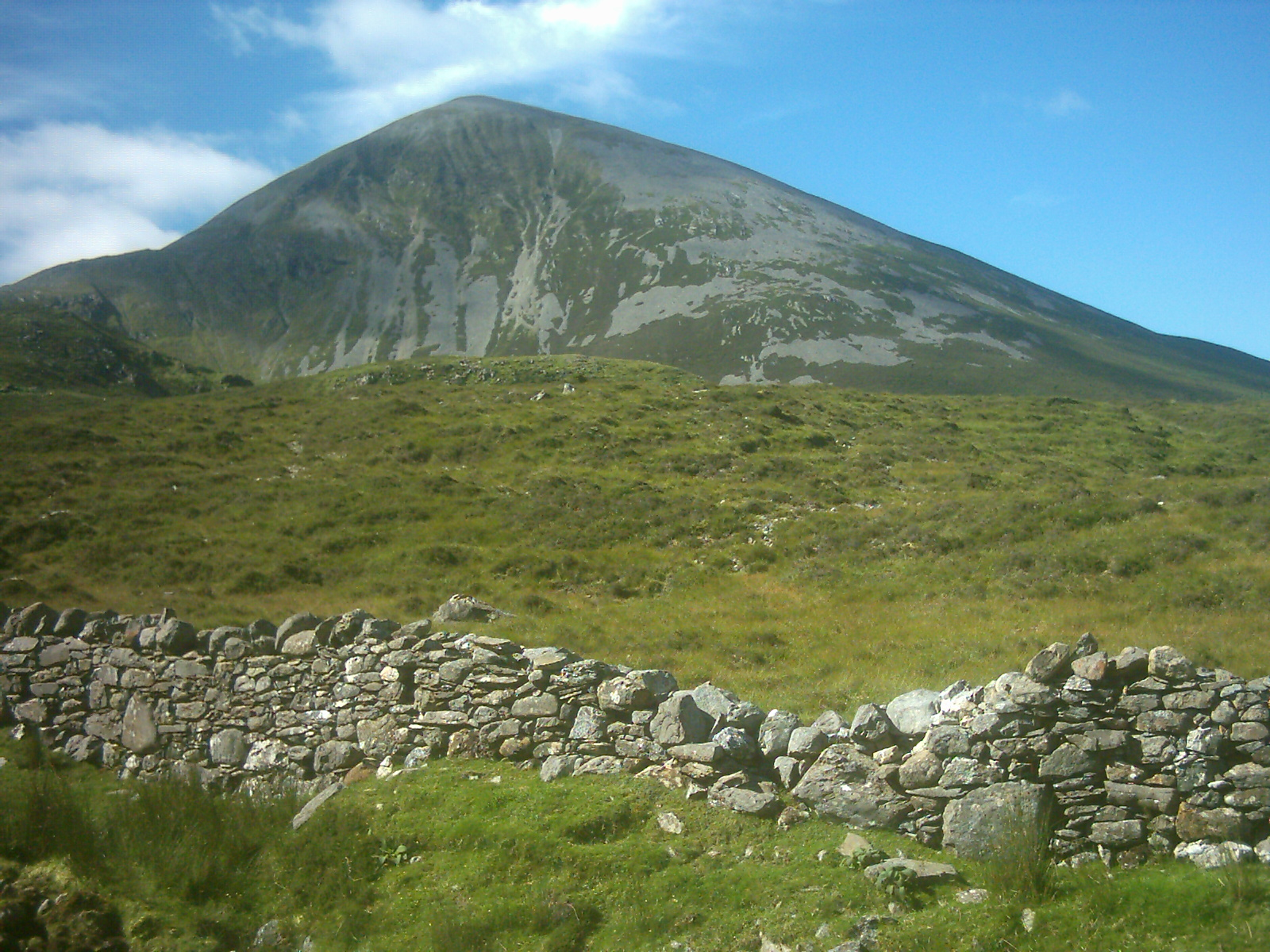
Le Croagh Patrick dans le comté de Mayo, Irlande.

La tradition légendaire raconte qu'après avoir atteint le sommet du mont Cruachán Aigle, saint Patrick aurait entamé un jeûne de 40 jours (tradition prenant pour modèle Moïse qui est resté 40 jours et 40 nuits au mont Sinaï, d'où les autres noms de Cruachán Aigle, Croagh Patrick ou le « Sinai d'Irlande ») et bâti une petite église. Chaque année, le dernier dimanche de juillet, de très nombreux pèlerins gravissent souvent nus pieds ce mont sacré. Une messe en l'honneur du saint Patrick qui aurait évangélisé l'Irlande est célébrée dans l'église construite à son sommet. Les Annales irlandaises mentionnent dès 1079, l’existence au Croagh Patrick d’un sanctuaire assez riche pour attirer pèlerins et pillards.

### À l'Île de Saints

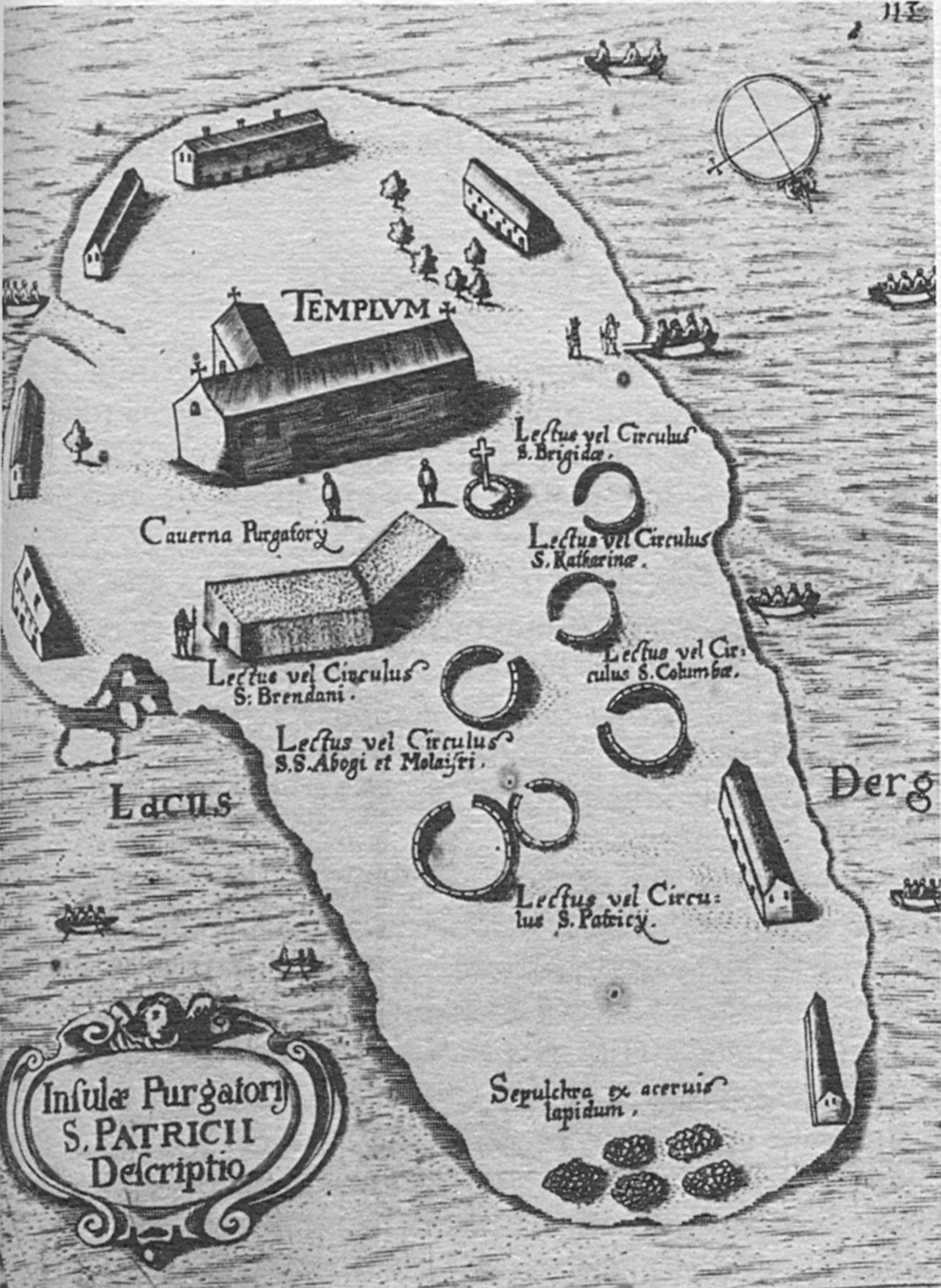
Saints Island dans le Lough Derg, Comté de Donegal, Ulster.

Selon Philippe de Félice, les pèlerins pénètrent dans la grotte « après avoir traversé, pieds nus et sur les genoux, un espace rocailleux nommé les « lits des saints. » C'est un des rites essentiels de la pénitence extrêmement dure imposée aux visiteurs du Purgatoire. Il est précédé et suivi de longues oraisons dans les églises, spécialement dans celle qu'on appelle « la prison. » Les fidèles [...] y entrent à sept heures du soir. Les hommes sont placés d'un côté, les femmes de l'autre. Ils restent vingt-quatre heures sans manger ni dormir, mais ont la permission de boire de l'eau. »

#### Destructions et interdictions
Convaincu que le Purgatoire n'était qu'une imposture, le pape Alexandre VI (1431-1503) écrivit à l'archevêque d'Irlande pour lui commander de le faire démolir. La destruction fut solennellement mise à exécution le jour même de la fête de saint Patrick le 17 mars 1497. Cependant le sanctuaire fut reconstruit et pendant deux siècles sa renommée ne fit que grandir.
À partir du XVIIe siècle, le clergé protestant s'efforca de mettre fin en Irlande aux pèlerinages considérés comme des pratiques superstitieuses. La justice irlandaise ordonna le 13 septembre 1632 la destruction du Purgatoire, et, en 1704, un acte du Parlement interdit les pèlerinages, et spécialement celui du Purgatoire de saint Patrick, sous peine d'une amende de dix shillings pour les pèlerins, qui, faute de payer l'amende, devaient être publiquement fouettés.
Le sanctuaire subsista néanmoins et retrouva bientôt ses fervents pèlerins. Philippe de Félice note « l'extraordinaire vitalité des croyances et des rites populaires » et constate la « persistance à travers les siècles du Purgatoire de saint Patrick ».

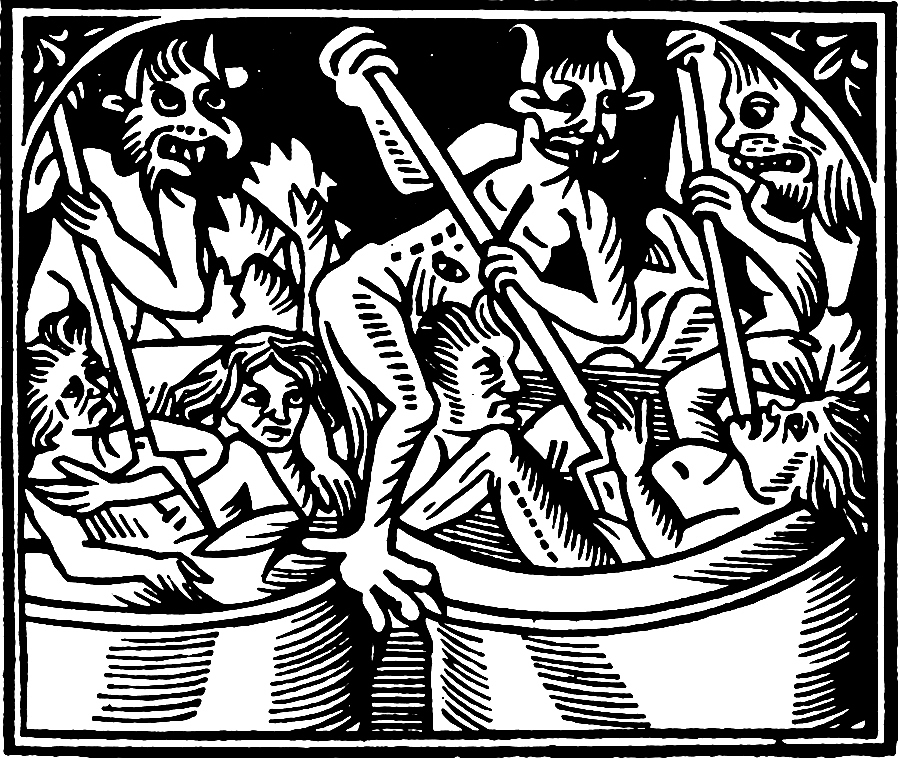
Xylographie tirée du Voyage du puys sainct Patrix, Paris, 1506.

#### Pèlerins notables
- Malatesta Ungaro (en) (1327-1372), condottiere italien ;
- le vicomte Raymond de Périllos en 1397, en pénitence de la mort accidentelle du roi Jean Ier d'Aragon dont la veuve l'accuse d'être co-responsable[18] ;
- Guillebert de Lannoy (1386-1462), chambellan du duc de Bourgogne ;
- Frank Duff (1899-1980), fondateur de la Légion de Marie ;
- Seamus Heaney (1939-2013), poète irlandais et  prix Nobel de littérature en 1995 ;
- Mary McAleese, présidente de l'Irlande de 1997 à 2011.

### Sources universitaires
- Myriam White-Le Goff, « Changer le monde, Réécritures d'une légende : le purgatoire de saint Patrick », Cahiers de recherches médiévales et humanistes,‎ mai 2006 (lire en ligne).

### Ouvrages anciens
- Philippe de Félice, L'autre monde, mythes et légendes : Le purgatoire de Saint Patrice, Paris, Champion, 1906, 212 p. (lire en ligne).
- Histoire de la vie et du purgatoire de Saint Patrice, Archevesque et primat d'Hybernie  (trad. François Bouillon), Paris, Jean Dupuis, 1659, 282 p. (lire en ligne).
- G. Dottin, « Louis Eunius ou le purgatoire de saint Patrice », Annales de Bretagne, vol. 26, no 4,‎ 1910, p. 781-810 (lire en ligne).
- (ang) Marie de France (trad. introduction, study of the language by Thomas Atkinson Jenkins), Espurgatoire seint Patriz : An old French poem of the twelth century, Genève, Slatkine, 1894 (lire en ligne).
- (ang) Thomas Wright, St. Patrick's purgatory : an essay on the legends of purgatory, hell, and paradise, Londres, John Russell Smith, 1844 (lire en ligne)
- Li purgatoire di saint Patrice : Légende du XIIIe siècle, publiée d'après un manuscrit de la bibliothèque de Reims, Société des bibliophiles de Reims, 1842 (lire en ligne).
- Voyage au Purgatoire de St Patrice : Visions de Tindal et de St Paul, Toulouse, Édouard Privat, 1903 (lire en ligne)
- (ang + fr) Marie de France, Espurgatoire seint Patriz : an old French poem of the twelth century, Genève, Slatkine, 1894 (lire en ligne)
- Le voyage du puys Sainct Patrix : auquel lieu on voit les peines de purgatoire et aussi les joyes de paradis, Genève, J. Gay et Fils, 1867 (lire en ligne)
- Le voyage du puys sainct patrix : auquel lieu on voit les peines de purgatoire ; at aussi les joyes de paradis, Paris, Pollet / édit. scientifique : réimpression de A. Veinant et Giraud de Savines (1799-1859), 1506 (lire en ligne)